# Partie polityczne Monako
Aktualny wykaz monakijskich partii politycznych przed wyborami do Rady Narodowej w roku 2008 (P – prawica, C – centrum a L – lewica).
- (P) Unia Narodowa i Demokratyczna (Union nationale et démocratique) (3 z 24 miejsc w radzie)
- Unia dla Monako (koalicja), (Union pour Monaco) (21 z 24 miejsc w radzie)
  - (CP) Unia dla Księstwa (Union pour la Principauté)
  - (C) Narodowa Unia dla przyszłości Monako (Union nationale pour l'Avenir de Monaco)
  - (CL) Promocja Monakijskiej Rodziny (Promotion de la famille monégasque)